# Balta litura
Balta litura är en kackerlacksart som först beskrevs av Johann Gottlieb Otto Tepper 1896.  Balta litura ingår i släktet Balta och familjen småkackerlackor. Inga underarter finns listade.